# Kalipha Jawla
Mohammed Kalipha Jawla, född 11 april 2006, är en svensk-gambisk fotbollsspelare som spelar för Östersunds FK, på lån från Djurgårdens IF.

## Klubbkarriär
Jawla började spela fotboll i Huddinge IF och kom till Djurgården som 12-åring. Han debuteriade i A-laget i en cupmatch mot Sandviken. Inför säsongen 2024 flyttades han upp från U19 till A-laget på ett lärlingskontrakt men det blev ingen speltid, istället lånades han ut till först FC Stockholm i Ettan Norra. och därefter Utsikten i Superettan.

## Statistik

### Klubblag
| Klubb                              | Säsong             | Liga               | Liga    | Liga | Liga   | Nationell cup | Nationell cup | Nationell cup | Internationell cup | Internationell cup | Internationell cup | Totalt  | Totalt | Totalt |
| Klubb                              | Säsong             | Division           | Matcher | Mål  | Assist | Matcher       | Mål           | Assist        | Matcher            | Mål                | Assist             | Matcher | Mål    | Assist |
| ---------------------------------- | ------------------ | ------------------ | ------- | ---- | ------ | ------------- | ------------- | ------------- | ------------------ | ------------------ | ------------------ | ------- | ------ | ------ |
| Djurgårdens IF                     | 2023               | Allsvenskan        | 0       | 0    | 0      | 1             | 0             | 0             | 0                  | 0                  | 0                  | 1       | 0      | 0      |
| Djurgårdens IF                     | 2024               | Allsvenskan        | 0       | 0    | 0      | 0             | 0             | 0             | 0                  | 0                  | 0                  | 0       | 0      | 0      |
| Djurgårdens IF                     | 2025               | Allsvenskan        | 0       | 0    | 0      | 0             | 0             | 0             | 0                  | 0                  | 0                  | 0       | 0      | 0      |
| Djurgårdens IF                     | Totalt             | Totalt             | 0       | 0    | 0      | 0             | 0             | 0             | 0                  | 0                  | 0                  | 1       | 0      | 0      |
| FC Stockholm (lån)                 | 2024               | Ettan Norra        | 5       | 0    | 0      | —             | —             | —             | —                  | —                  | —                  | 5       | 0      | 0      |
| FC Stockholm (lån)                 | Totalt             | Totalt             | 5       | 0    | 0      | —             | —             | —             | —                  | —                  | —                  | 5       | 0      | 0      |
| Utsiktens BK (lån)                 | 2024               | Superettan         | 8       | 4    | 2      | —             | —             | —             | —                  | —                  | —                  | 8       | 4      | 2      |
| Utsiktens BK (lån)                 | Totalt             | Totalt             | 8       | 4    | 2      | —             | —             | —             | —                  | —                  | —                  | 8       | 4      | 2      |
| Totalt i karriären                 | Totalt i karriären | Totalt i karriären | 13      | 4    | 2      | 0             | 0             | 0             | 0                  | 0                  | 0                  | 14      | 4      | 2      |
| Senast uppdaterad 5 februari 2025. |                    |                    |         |      |        |               |               |               |                    |                    |                    |         |        |        |

### Landslag
| Landslag                           | År     | Totalt  | Totalt | Totalt |
| Landslag                           | År     | Matcher | Mål    | Assist |
| ---------------------------------- | ------ | ------- | ------ | ------ |
| Sverige U17                        | 2023   | 3       | 0      | 0      |
| Sverige U19                        | 2023   | 6       | 4      | 0      |
| Sverige U19                        | 2024   | 12      | 5      | 1      |
| Totalt                             | Totalt | 21      | 9      | 1      |
| Senast uppdaterad 5 februari 2025. |        |         |        |        |